# GRL-0617
GRL-0617 es un fármaco que es uno de los primeros compuestos descubiertos que actúa como un inhibidor selectivo de molécula pequeña de la proteasa enzima, proteasa similar a la papaína (PLpro) que se encuentra en algunos virus patógenos, incluido el coronavirus SARS-CoV-2. Se ha demostrado que inhibe la replicación viral «in vitro».